# Mohammed Omar Habeb Dhere
Mohammed Omar Habeb Dhere (* 20. Jahrhundert; † 15. November 2012 in Mogadischu, Somalia) war ein Kriegsherr im somalischen Bürgerkrieg und von April 2007 bis Herbst 2010 Bürgermeister der Übergangsregierung Somalias für Mogadischu. Er gehörte dem Clan der Abgal-Hawiya an.

## Politisches Leben
Dheres Machtbasis ist Jawhar, daneben besaß er auch Einfluss in der nahegelegenen Hauptstadt Mogadischu. Er unterstützte zeitweise das Bündnis Rat für Versöhnung und Wiederaufbau in Somalia gegen die Übergangs-Bundesregierung.
2006 führte er die von den Vereinigten Staaten unterstützte Kriegsherren-Allianz ARPCT gegen die Union islamischer Gerichte. Im Juni 2006 wurden er und seine Milizen von der Union islamischer Gerichte aus Jawhar verdrängt.

### Bürgermeister von Mogadischu
Nachdem die Übergangsregierung mit massiver Militärhilfe Äthiopiens die Union islamischer Gerichte verdrängt hatte, ernannte sie Dhere im April 2007 zum Bürgermeister von Mogadischu und Gouverneur der Region Banaadir. Er kündigte daraufhin an, gegen die weite Verbreitung von Schusswaffen in der Stadt vorzugehen. Seine Stadtverwaltung war jedoch bald mit heftigem Widerstand von Islamisten, Hawiya-Kämpfern und sonstigen Regierungsgegnern konfrontiert, die sich schwere Kämpfe mit äthiopischen und Regierungstruppen lieferten. Hunderttausende Bewohner flohen aus der Stadt. 2007 machte Dhere die kontroverse Aussage, die Hilfsorganisationen, die die Binnenvertriebenen in Afgooye versorgen, würden „al-Qaida ernähren“ (feeding al Qaeda). In der Bevölkerung war er wenig beliebt.
Ende Juli 2008 kündigte Premierminister Nur Hassan Hussein die Entlassung Dheres an, da dieser mit seiner Politik zur Eskalation der Lage beigetragen habe. Auch sollen Dheres Milizen, die an der Seite von Äthiopien und Übergangsregierung gegen die Aufständischen kämpfen, entwaffnet werden. Der seit Ende der 1990er mit Dhere verbündete Präsident Abdullahi Yusuf Ahmed lehnte dies jedoch ab und setzte ihn wieder als Bürgermeister ein.
Im Herbst 2010 wurde er in seiner Funktion als Bürgermeister von Mohamoud Ahmed Nur abgelöst. Im Februar 2010 verhafteten ihn Soldaten der Afrikanischen Union, weil er fünf Soldaten den Befehl gegeben haben soll, auf einem, von seinem Nachfolger organisierten, Musikfestival auf Zivilisten zu schießen.